# Johan Overdevest
Johan Overdevest (Lisse, 30 juni 1974) is een Nederlandse televisiepresentator en programmamaker.

## Biografie
Overdevest begon zijn televisieloopbaan op de redactie van het misdaadprogramma Crime Time (TROS) en De 5 Uur Show (RTL). Zijn televisiedebuut maakte hij in 1998 bij TV 8 Brabant. In 1999 presenteerde hij met Annette Barlo het verborgencameraprogramma Betrapt voor FOX8.
Overdevest begon in 2000 bij Omroep West als maker en presentator van het programma In Smoking. Dat programma heeft zeven seizoenen bij Omroep West gelopen en gaf hem bekendheid in Zuid-Holland. Daarna maakte hij programma's als Zomaar Een Dag, Kerst Met De Jostiband en de serie Jij Bent Zo! over vooroordelen en taboes. In 2008 bracht Overdevest bij Omroep West het nieuws dat het niet goed gesteld was met de veiligheid van medische gegevens. Hij liet zien hoe gemakkelijk medische dossiers van patiënten uit ziekenhuizen konden worden opgevraagd. Dit nieuws leidde tot kamervragen.
In het voorjaar van 2011 had hij op NPO 2 een dagelijkse rubriek in het middagmagazine Helder van de NTR, met Pernille La Lau en Mirella van Markus. In augustus 2011 kondigde Overdevest aan als presentator en programmamaker over te stappen naar de NTR. Daarna was hij dagelijks te zien in de middagtalkshow 5op2 op NPO 2. In december 2011 zond ook de NTR de serie Jij Bent Zo! uit.
In 2012 presenteerde Overdevest op NPO 2 drie eigen programma's: het verborgencameraprogramma Over de kop over psychologie en menselijk gedrag, Niks te gek! waarin hij wensen vervult van jongeren met een verstandelijke beperking en Dat is andere taal over Nederlandse streektalen. Zowel Over de kop als Niks te gek! kregen een vervolg in 2013.
In 2014 maakte Overdevest een vijfde reeks van Niks te gek!, een derde serie afleveringen van Over de kop en de 4-delige zomerversie van Landinwaarts die hij presenteerde samen met Dieuwertje Blok. In augustus 2014 gevolgd door het programma Doe even normaal waarin Overdevest mensen met psychiatrische aandoeningen portretteerde, alle uitgezonden door de NTR.
In de seizoenen 2015-2017 presenteerde Overdevest het programma 'Trots!' op Omroep West. Ook presenteerde hij in 2015 een wekelijks tv-programma over natuurgebieden in Zuid-Holland dat werd uitgezonden door Omroep West en RTV Rijnmond. Sinds 2015 presenteert Overdevest wekelijks het radioprogramma Johan op zondag voor Omroep West. In 2017 was hij te zien in de 10-delige serie over afvalscheiding Johan gaat scheiden en in Goud voor oud waarin hij wensen vervult van eenzame ouderen (genomineerd voor een NL-Award in de categorie 'beste televisieprogramma' en onderscheiden met een Prix Circom, een Europese vakprijs). In Ik denk aan jou verrast hij eenzame ouderen en jongeren tijdens de feestdagen.
Ook produceerde en presenteerde Overdevest in 2017 was het programma Knooppunt Holland waarin hij met bekende Nederlanders routes fietst door de mooiste gebieden van Zuid-Holland, uitgezonden door Omroep West en TV Rijnmond. 
In het voorjaar van 2018 volgde een tweede seizoen van Knooppunt Holland, in het najaar van 2018 gevolgd door de productie Johan gaat nat, een informatief programma over de kansen en bedreigingen van water. In december van 2018 was een tweede seizoen te zien van Ik denk aan jou.
In de zomer van 2019 werd de derde serie afleveringen van Knooppunt Holland uitgezonden.
Verder waren in 2019 de derde serie van Ik denk aan jou en de nieuwe productie De Rijnlandroute te zien op tv. 
In 2020 produceerde Overdevest nieuwe afleveringen van 'De Rijnlandroute' en het vierde seizoen van 'Ik denk aan jou'.
In 2021 is de serie Bollenjongens te zien die door Overdevest geproduceerd en gepresenteerd wordt. In deze 10-delige serie volgt hij een jaar lang elf jonge agrariërs in de Bollenstreek. Ook maakt hij een documentaire over de 'Special Olympics', een sportevenement voor mensen met een verstandelijke beperking. Tevens is er een nieuwe serie afleveringen te zien van 'De Rijnlandroute' en volgt in december het vijfde seizoen van 'Ik denk aan jou'. Deze programma's zijn ook te zien in 2022.
Ook in 2023 gaan 'De Rijnlandroute' en 'Ik denk aan jou' door. Daarnaast is de serie 'Warmte voor morgen' te zien, waarin Overdevest de aanleg van de warmtetransportleiding Warmtelinq volgt. De serie Bollenjongens is in de lente van 2023 te zien op RTLZ en staat op Videoland.

## Programma's

### Knooppunt Holland
| Aflevering | Uitzenddatum (*)  | Gast                 | Locatie                                                                            |
| ---------- | ----------------- | -------------------- | ---------------------------------------------------------------------------------- |
| Seizoen 1  |                   |                      |                                                                                    |
| 1          | 31 juli 2017      | Dany Ifrah           | Krimpenerwaard (start in Loet)                                                     |
| 2          | 7 augustus 2017   | Wouter Duijnisveld   | Aarlanderveen - Nieuwkoopse plassen                                                |
| 3          | 14 augustus 2017  | Amber Brantsen       | Zoeterwoude - Bentwoud - Noord Aa - Zoeterwoude-Dorp                               |
| 4          | 21 augustus 2017  | Laurens de Groot     | Alblasserwaard                                                                     |
| 5          | 28 augustus 2017  | Mirella van Markus   | Hollandse Duinen                                                                   |
| 6          | 5 september 2017  | Tim Akkerman         | Dordtse Biesbosch - Dordrecht - Hollandse Biesbosch                                |
| 7          | 12 september 2017 | Reinier van den Berg | Abtswoude - Delft - Midden-Delfland                                                |
| 8          | 19 september 2017 | Anita Witzier        | Voornes Duin - Tweede Maasvlakte - Voornes Duin                                    |
| Seizoen 2  |                   |                      |                                                                                    |
| 1          | 4 juli 2018       | Joke Bruijs          | Gorinchem - De Avelingen - Giessen - Arkel - Gorinchem                             |
| 2          | 11 juli 2018      | Maurice Middendorp   | Lisse - Hillegom - Sassenheim - Noordwijk - Oosterduinse meer - Lisse              |
| 3          | 18 juli 2018      | Dieuwertje Blok      | Waddinxveen - Boskoop - Bodegraven - Reeuwijkse plassen - Waddinxveen              |
| 4          | 25 juli 2018      | Merijn Tinga         | Haringvlietdam - Kwade Hoek - Ouddorp - Goedereede - Haringvlietdam                |
| 5          | 1 augustus 2018   | George Baker         | Westland                                                                           |
| 6          | 8 augustus 2018   | Camiel Spreij        | Katwijk - Rijnsburg - Leiden - Oegstgeest - Katwijk                                |
| 7          | 15 augustus 2018  | Ed Struijlaart       | Moerkapelle - Zevenhuizerplas - Eendragtspolder - Moerkapelle                      |
| 8          | 22 augustus 2018  | Astrid Kersseboom    | Hoeksche Waard                                                                     |
| 9          | 29 augustus 2018  | Bert van Leeuwen     | Krimpenerwaard (start in Achterbroek)                                              |
| 10         | 5 september 2018  | Katinka Polderman    | Wandeling door de Drechtsteden                                                     |
| Seizoen 3  |                   |                      |                                                                                    |
| 1          | 6 juli 2019       | Leendert de Ridder   | Krimpenerwaard (start in Benedenberg)                                              |
| 2          | 13 juli 2019      | Joris Linssen        | Midden-Delfland - Maeslantkering - Westland - Midden-Delfland                      |
| 3          | 20 juli 2019      | Diet Groothuis       | Bollenstreek (om de Kagerplassen)                                                  |
| 4          | 27 juli 2019      | Dennis Weening       | Alblasserwaard (Papendrecht - Ottoland - Slingelandse plassen - De Donk)           |
| 5          | 5 augustus 2019   | Edsilia Rombley      | Albrandswaard (Gaatkensbult - Rhoonse Grienden - Rhoon)                            |
| 6          | 12 augustus 2019  | Anne-Marie Jung      | Hoogmade - Woubrugge - Rijnsaterwoude - Aarlanderveen - Hoogmade                   |
| 7          | 19 augustus 2019  | Simone Weimans       | Hollandse Duinen (Langevelderslag - Coepelduynen - Leeuwenhorst - Langevelderslag) |
| 8          | 26 augustus 2019  | Floor Vermeulen      | Voorne-Putten (Oudenhoorn - Hellevoetsluis - Tinte - Brielle)                      |
| 9          | 2 september 2019  | Jeroen van Loon      | Langs de Rotte (Crooswijk - Zevenhuizen)                                           |

(*) De uitzenddatum bij seizoen 1 en 2 is die van de verschijning van het programma bij Omroep West. Op RTV Rijnmond werd de desbetreffende uitzending een aantal dagen later uitgezonden. Seizoen 3 werd eerst uitgezonden bij RTV Rijnmond.

## Bronverwijzing
1. ↑  Omroep West, 11 november 2008. Gearchiveerd op 22 december 2015. Geraadpleegd op 18 augustus 2023.
2. ↑  Volkskrant, 13 november 2008